# Магеллан (фільм, 2017)
Магеллан (англ. Magellan) – науково-фантастичний фільм режисера Роба Йорка вперше представлений на Лондонському фестивалі науково-фантастичних фільмів 01 травня 2017 року та охарактеризований Британським інститутом кінематографії як «вражаючий дебют».

## Сюжет
Відлік подій у фільмі розпочинається від отримання співробітниками НАСА сигналів з космосу, які схожі на музикальний ряд, що може свідчити про їх позаземне походження. Встановлено, що вони надходять з Титану, Тритону, та Еріс.
Досвідченому астронавту Роджеру Нельсону пропонують участь у тривалій космічній експедиції з метою виявлення передавачів сигналів та їх попереднього дослідження. За розрахунками спеціалістів, подорож триватиме 10 років, при цьому більшість часу Нельсон проводитиме у стазисі.
Нельсон погоджується, переконуючи дружину у винятковій можливості ймовірного встановлення контакту з інопланетним розумом.
На космічному кораблі «Магеллан» він рушає в експедицію та знаходить передавачі на Титані та Тритоні. На Ерісі, крім передавача, Нельсон виявляє також в’язку рідину, зразки якої забирає для проведення лабораторного аналізу.
Але його повернення на корабель пов’язане з певними труднощами через збій у керуванні, який виник внаслідок втручання до програми керування сторонніх осіб. Через це Нельсон переводить управління кораблем у ручний режим, про що повідомляє НАСА.
За результатами дослідження рідини було встановлено наявність ДНК, що є ознакою життя. Приголомшений відкриттям, Нельсон повідомляє Землю та провадить дослідження трьох передавачів. Тим часом комп’ютер виявляє ще один сигнал місце витоку якого  – Хмара Оорта. 
Ігноруючи вимоги керівників місії та прохання дружини щодо повернення на Землю, попри невтішні розрахунки бортового комп’ютера, Нельсон спрямовує «Магеллан» до Хмари Оорта.

## Номінації та нагороди
Фільм був представлений до нагород у  шести категоріях у тому числі: «Кращий звуковий дизайн», «Краща музика», «Кращий актор», «Краща жіноча роль».
На міжнародному кінофестивалі в Юті отримав нагороду у категорії «Кращий режисер фільму».